# 維利尚卡 (穆羅瓦尼庫里利夫齊區)
48°48′7″N 27°41′46″E / 48.80194°N 27.69611°E
維利尚卡（烏克蘭語：Вільшанка），是烏克蘭的村落，位於該國西南部文尼察州，由莫希利夫-波季利斯基區負責管轄，始建於1919年，面積0.35平方公里，海拔高度251米，2001年人口67。